# 趙師尹
趙師尹（1580年—？），字任甫，号瀛松，江西九江人，明朝探花。
萬曆二十八年（1600年），鄉試中舉。万历四十一年（1613年），癸丑科殿試一甲第三名，授翰林院編修，一年後因病辭職，歸鄉后去世。其弟趙贊化亦為進士出身。